# Caro Evan Hansen
Caro Evan Hansen (Dear Evan Hansen) è un film del 2021 diretto da Stephen Chbosky.
La pellicola è l'adattamento cinematografico del musical Dear Evan Hansen di Steven Levenson e Pasek & Paul.

## Trama
Il diciassettenne Evan Hansen soffre di ansia sociale. Il suo terapeuta gli consiglia di scrivere lettere a se stesso spiegando il perché "oggi andrà bene". Essendo caduto da un albero e essendosi rotto un braccio, sua madre Heidi gli suggerisce di chiedere alle persone di firmare il suo gesso, per cercare di fare amicizia. A scuola, Evan scrive la sua lettera a se stesso, chiedendosi se qualcuno si accorgerebbe se sparisse ("Waving Through a Window").
Il compagno di classe di Evan, Connor Murphy, si offre di firmare il suo gesso, occupando tutto lo spazio. In seguito, Connor trova la lettera di Evan nella stampante e si infuria quando legge di sua sorella Zoe nella lettera, che è anche la cotta di Evan. Credendo che Evan abbia scritto la lettera per provocarlo, va via con la lettera in mano. Tre giorni dopo, Evan viene chiamato nell'ufficio del preside e i genitori di Connor gli dicono che Connor si è suicidato. Nonostante i tentativi di Evan di dire la verità, i due interpretano erroneamente la lettera rubata da Connor come una lettera d'addio, prima del suicidio, indirizzata a Evan, con il nome di Connor sul gesso che rafforza la loro convinzione.
Evan è invitato a casa dei Murphy. Sotto la pressione di Cynthia (la madre di Connor), Evan inventa un'amicizia tra i due, inventando una storia sulla rottura del suo braccio mentre era con Connor in un frutteto visitato sempre dalla famiglia Murphy ("For Forever"). Evan arruola il suo amico di famiglia, Jared, nella scrittura di false e-mail tra lui e Connor per confermare la loro amicizia inventata ("Sincerely, me"). Zoe si chiede perché Connor abbia incluso il suo nome nella sua nota di suicidio a causa delle esperienze burrascose con il fratello ("Requiem"). Evan, ancora incapace di dire la verità, le dice le ragioni per cui Connor la amava, quando in verità sta confessandole i suoi sentimenti ("If I could tell her").
Un'altra compagna di classe, Alana Beck, che ha problemi di salute mentale simili a Evan ("The Anonymous Ones"), propone il "Connor Project", un gruppo di studenti dedicato a mantenere viva la memoria di Connor, con un'assemblea imminente come apertura del progetto. All'assemblea, Evan tiene un discorso sulla sua solitudine e amicizia con Connor, raccontando la storia del frutteto. Il video del discorso diventa virale, con le parole di Evan usate come speranza per le persone che si occupano di malattie mentali ("You Will Be Found"). Zoe è sopraffatta dall'accoglienza positiva e ringrazia Evan per aver aiutato la sua famiglia.
Evan e Alana lanciano una raccolta fondi attraverso il "Connor Project" per riaprire il frutteto. Evan, però, inizia a trascurare sua madre, il progetto per Connor e la sua terapia per passare del tempo con i Murphy. Quando una notte Zoe va a casa di Evan, gli confessa i suoi sentimenti e i due iniziano una storia d'amore ("Only Us"). Nel frattempo, Heidi si presenta a cena dai Murphy, durante la quale Cynthia e Larry si offrono di dare il fondo del college di Connor a Evan. Heidi rifiuta, rifiutando la carità dei Murphy nei loro confronti.
Quando Alana inizia a dubitare dell'amicizia di Evan con Connor, Evan le invia via email la sua lettera di terapia, dicendole  che era la nota di suicidio di Connor. Alana pubblica la lettera sui suoi social media per portare il progetto per Connor al suo obiettivo di finanziamento ("The Anonymous Ones - Reprise"). I commentatori online si chiedono perché Connor abbia scritto una nota di suicidio a Evan e non alla sua famiglia, accusando i Murphy di averlo maltrattato. A causa del contraccolpo, Alana cancella la lettera dai social media. Durante una discussione tra Cynthia e Larry, Evan confessa la verità sul suo rapporto con Connor ("Words Fail"). Devastati, i Murphy decidono di tenere nascosta la verità per rispetto della memoria di Connor e, come conseguenza, Zoe ed Evan si lasciano. Evan ammette a sua madre che la sua caduta dall'albero è stato un tentativo di suicidio. Heidi si scusa per non aver visto quanto Evan era in difficoltà e per aver discusso di come il padre assente lo abbia segnato ("So Big/So Small").
Volendo assumersi la responsabilità, Evan carica un video in cui confessa la verità. Di nuovo solo, per rimediare a tutto, legge una lista dei libri preferiti di Connor e si mette in contatto con coloro che lo conoscevano veramente. Ottiene un video di Connor che suona mentre è in riabilitazione e lo consegna ai Murphy,  ad Alana e a Jared ("A Little Closer"). Evan incontra Zoe nel frutteto appena riaperto e dedicato alla memoria di Connor. I due si riconciliano; Zoe dice a Evan che voleva che vedesse il frutteto, l'unico posto che Connor amava. Evan si scrive una lettera, giurando di non nascondersi o mentire e incoraggiandosi ad andare avanti nella vita ("A Little Closer - Finale").

## Produzione

### Sviluppo
Nel novembre 2018 la Universal Pictures acquistò i diritti cinematografici del musical di Broadway e assunse Chbosky come regista, mentre Steven Levenson, già librettista del musical, fu confermato come sceneggiatore della riduzione cinematografica.
Nel giugno 2020 fu confermato Ben Platt, figlio del produttore del film e interprete originale di Evan a Broadway, sarebbe tornato a interpretare l'eponimo protagonista anche dell'adattamento cinematografico del musical, nonostante i ritardi causati dalla pandemia di COVID-19 inizialmente misero in dubbio la sua partecipazione nel film, dato che l'attore avrebbe rischiato di sembrare troppo maturo per interpretare un diciassettenne. Nell'agosto dello stesso anno furono confermate nei ruoli principali Kaitlyn Dever, Amandla Stenberg, Nik Dodani, Colton Ryan, Amy Adams e Danny Pino, mentre nel mese successivo Julianne Moore entrò ufficialmente nel cast.

### Riprese
Il film è stato girato tra Los Angeles e Atlanta dall'agosto al dicembre 2020.

## Colonna sonora
Nell’agosto del 2020 è stato annunciato che oltre a interpretare Alana Beck, Amandla Stenberg avrebbe collaborato con Pasek & Paul alla scrittura di un nuovo brano per il suo personaggio. Il 21 agosto 2021 viene annunciato il titolo della nuova canzone, The Anonymous Ones. Il 18 maggio 2021 il sito ufficiale del film ha confermato l’inclusione delle seguenti canzoni: You Will Be Found, Waving Through a Window, For Forever e Words Fail. Lo stesso giorno, Ben Platt ha affermato in un’intervista per Vanity Fair: “Penso che non si sia perso niente di importante che possa mancare a qualcuno. Tutti i ritmi e le canzoni preferite sono perlopiù intatte” alludendo inoltre al fatto che un altro brano era stato scritto per il film. In seguito sarebbe stato rivelato che il brano in questione, intitolato A Little Closer, era stato scritto per il personaggio di Connor Murphy. Il 24 agosto 2021 è stato annunciato che la colonna sonora strumentale verrà composta da Justin Paul e Dan Romer. Il rilascio della colonna sonora del film per conto di Interscope Records è fissato per il 24 settembre, lo stesso giorno dell’uscita del film. L’album include anche cinque cover delle canzoni del film interpretate da artisti popolari quali Sam Smith, Finneas, Carrie Underwood, Dan + Shay e Tori Kelly. La prima di queste cover, Only Us (cantata da Carrie Underwood e Dan + Shay) è stata rilasciata il 3 settembre 2021, insieme alla versione della canzone inclusa nel film. Precedentemente, le versioni incluse nel film di Waving Through a Window e You Will Be Found erano state rilasciate come singoli promozionali il 26 agosto 2021.

### Tracce
Testi di Pasek & Paul (con Amandla Stenberg in The Anonymous Ones).
1. Ben Platt, Dear Evan Hansen Choir – Waving Through a Window – 3:56
2. Platt – For Forever – 5:10
3. Colton Ryan, Platt, Nik Dodani – Sincerely, Me – 3:36
4. Kaitlyn Dever, Danny Pino, Amy Adams – Requiem – 4:24
5. Platt, Dever – If I Could Tell Her – 4:03
6. Amandla Stenberg – The Anonymous Ones – 4:43
7. Platt, Stenberg, Liz Kate, DeMarius Copes, Isaac Powell, Hadiya Eshé, Dever, Dear Evan Hansen Choir – You Will Be Found – 5:58
8. Dever, Platt – Only Us – 4:00
9. Platt – Words Fail – 5:46
10. Julianne Moore – So Big / So Small – 4:25
11. Ryan – A Little Closer – 4:10
12. Sam Smith – You Will Be Found (feat. Summer Walker) – 3:56
13. SZA – The Anonymous Ones – 4:09
14. Carrie Underwood, Dan + Shay – Only Us – 3:45
15. Finneas – A Little Closer – 4:02
16. Tori Kelly – Waving Through a Window – 4:26

## Promozione
Il primo trailer del film è stato distribuito il 18 maggio 2021.

## Distribuzione
Il film è stato distribuito nelle sale statunitensi a partire dal 24 settembre 2021 e in quelle italiane a partire dal 2 dicembre dello stesso anno.

## Accoglienza
Caro Evan Hansen è stato accolto freddamente dalla critica. Sull'aggregatore di recensioni Rotten Tomatoes il film ha ottenuto il 30% delle recensioni professionali positive, con un voto medio di 4,7/10 basato su 246 recensioni. Su Metacritic ha un punteggio di 39 su 100 basato su 47 recensioni.